# Agustín de Foxá
Agustín de Foxá Torroba (Madrid, 28 de febrero de 1906-ibídem, 30 de junio de 1959) fue un escritor, periodista y diplomático español, cercano políticamente al falangismo durante los años treinta y cuarenta. Destacó por su ingenio mordaz y ostentó los títulos nobiliarios de iii conde de Foxá y iv marqués de Armendáriz.

## Biografía

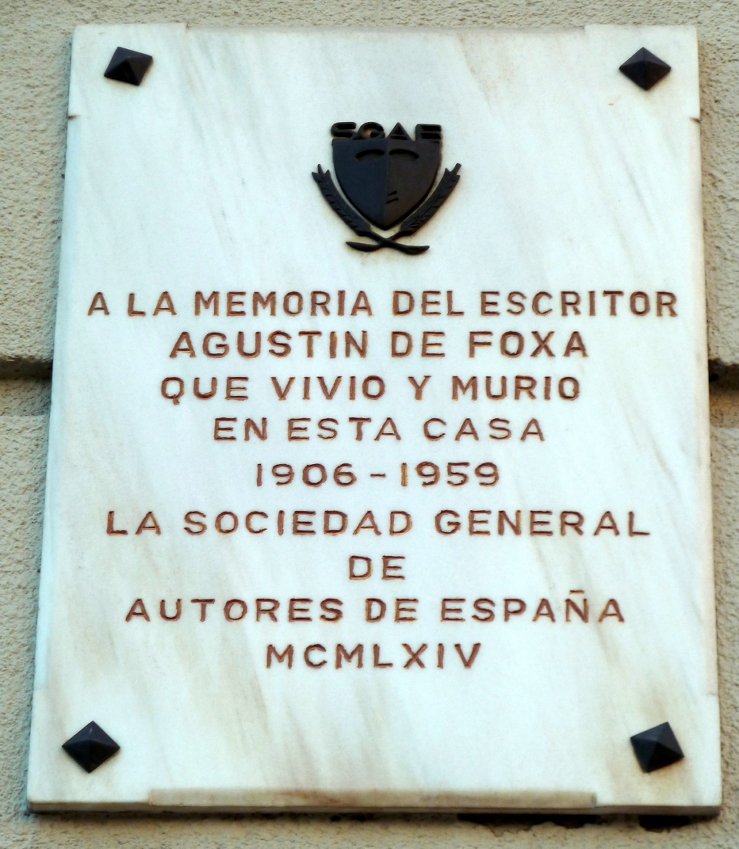
Placa conmemorativa en la calle Ibiza, 1 de Madrid, donde vivió y murió.

Era hijo de Narciso de Foxá y Rodríguez de Arellano (1867-1949), iii marqués de Armendáriz, y de María de las Candelas Torroba y Goicoechea (1884-1969) y tuvo tres hermanos: Margarita, Jaime (III conde de Rocamartí, también escritor y ambientalista) e Ignacio. Él nació en el palacio familiar de la calle de Atocha, el miércoles de Ceniza de 1906. Sus primeros versos los publicó en De todo un poco, revista del Colegio del Pilar.
Estudió Derecho en su ciudad natal; frecuentó el círculo de Ramón Gómez de la Serna y fue amigo de Edgar Neville y María Zambrano. Colaboró en La Gaceta Literaria de Ernesto Giménez Caballero, portal de las vanguardias y la Generación del 27 (de cuyos «tristes Homeros de una Iliada de derrotas» renegaría tras la guerra civil) y, en 1930, cuando ingresó en la carrera diplomática, empezó a colaborar en ABC. Fue destinado a Sofía y Bucarest; colaboró además en las revistas Héroe y Mundial. Su amistad con José Antonio Primo de Rivera ("mejoró mi espíritu, lo maduró y me salvó del peligro de las tertulias derrotistas y sovietizantes") lo llevó a frecuentar la tertulia de Falange Española en el café La Ballena Alegre, donde se juntaban los escritores de esta afiliación: Rafael Sánchez Mazas, Dionisio Ridruejo, José María Alfaro, Víctor de la Serna, Eugenio Montes, Jacinto Miquelarena y Pedro Mourlane Michelena; Foxá se atribuyó de hecho haber contribuido allí con los dos primeros versos al Cara al sol, el himno falangista español. Tras la guerra frecuentará otra tertulia, la de Pedro Laín Entralgo en el Café Novelty. Sin embargo, Foxá se fue desengañando cada vez más de los ideales falangistas, y llegó a escribir que “la Falange era una hija adulterina de Carlos Marx y de Isabel la Católica”.
Su primer libro, La niña del caracol (Madrid, 1933), que dedicó a Ramón Gómez de la Serna, María Zambrano y Antonio Marichalar, fue editado y prologado por Manuel Altolaguirre; mezcla elementos del modernismo con otros procedentes de las vanguardias y el 27. Antes de la guerra solo publicó otro libro, El toro, la muerte y el agua (Madrid: Imprenta de Galo Sáez, 1936), con prólogo de Manuel Machado. Se casó con la guapa y noble dama sevillana-limeña, María Larrañaga y de Seras, señora de Tejada, pero esta le fue infiel, lo que el poeta, no demasiado agraciado, soportó con estoicismo, escribiendo "prefiero una maravilla para dos que una m. para mí solo". Tuvieron una sola hija, María de las Nieves (Blanca) de Foxá y Larrañaga, IV condesa se Foxá, V marquesa de Armendáriz, señora de Tejada.l
El estallido de la Guerra Civil le sorprendió en Madrid, donde acababa de tributársele un homenaje con motivo de haber sido destinado al Consulado de España en Bombay; por su condición de aristócrata y su proximidad al falangismo, estuvo a punto de ser fusilado, como escribió a su hermano: "El día 21 de julio estuve a punto de ser fusilado. Eran las cuatro de la tarde cuando oí gritos y blasfemias y empezaron a golpear la puerta con las culatas. Di orden al ama que abriera y entraron ocho facinerosos que me apuntaron",
A la postre marchó a Bucarest como Secretario de Embajada en la Representación Diplomática de la República, desde donde, tras unos meses de doble juego, se unió al bando sublevado. Llegó a desempeñar puestos de responsabilidad en el Servicio Exterior de Falange. Participó en diversas revistas de la Falange, como Jerarquía y Vértice, y más tarde dirigió Legiones y Falanges, publicación bilingüe en español e italiano. Como diplomático estuvo destinado además en Roma —de donde fue expulsado en 1940 bajo la acusación de espionaje, aunque al parecer lo que pasó fue que fue retado a duelo por el conde Ciano y decidieron trasladarlo—, en Helsinki —en 1942 visita el frente de Leningrado acompañado por el escritor Curzio Malaparte— y en Buenos Aires (1947-1950), en donde obtuvo un profundo conocimiento de la realidad española e internacional. Dio numerosas conferencias por Hispanoamérica, donde a veces encontró la oposición de los exiliados republicanos. Recibió el premio Mariano de Cavia en 1948.
A finales de 1949 y comienzos de 1950, participó en la "misión poética" con los poetas Antonio de Zubiaurre, Luis Rosales y Leopoldo Panero, recorriendo diferentes países iberoamericanos (entre otros Honduras) previamente al restablecimiento de relaciones diplomáticas entre estos países y el régimen de Franco. En ese mismo año (1950) es destinado a la Embajada española de La Habana, y vuelve a España en 1955, año en que es elegido además académico en la Real Academia Española sucediendo a Agustín González de Amezúa. Su último destino diplomático fue Manila, pero allí fue víctima de la última fase de su alcoholismo: una cirrosis hepática. Desahuciado por los médicos, decidió volver a España para morir y cuando bajaba del avión en camilla, le comentó al guionista José Vicente Puente: “Ya ves. Llega el último de Filipinas”. Falleció en Madrid el 30 de junio de 1959 sin haber pronunciado su discurso de ingreso, pero dejó al menos unos versos escritos poco antes de su óbito:
Y pensar que no puedo en mi egoísmo / llevarme al sol ni al cielo en mi mortaja; / que he de marchar yo solo hacia el abismo, / y que la luna brillará lo mismo / y ya no la veré desde mi caja. / (A. de Foxá, “Melancolía del desaparecer”).

## Obra

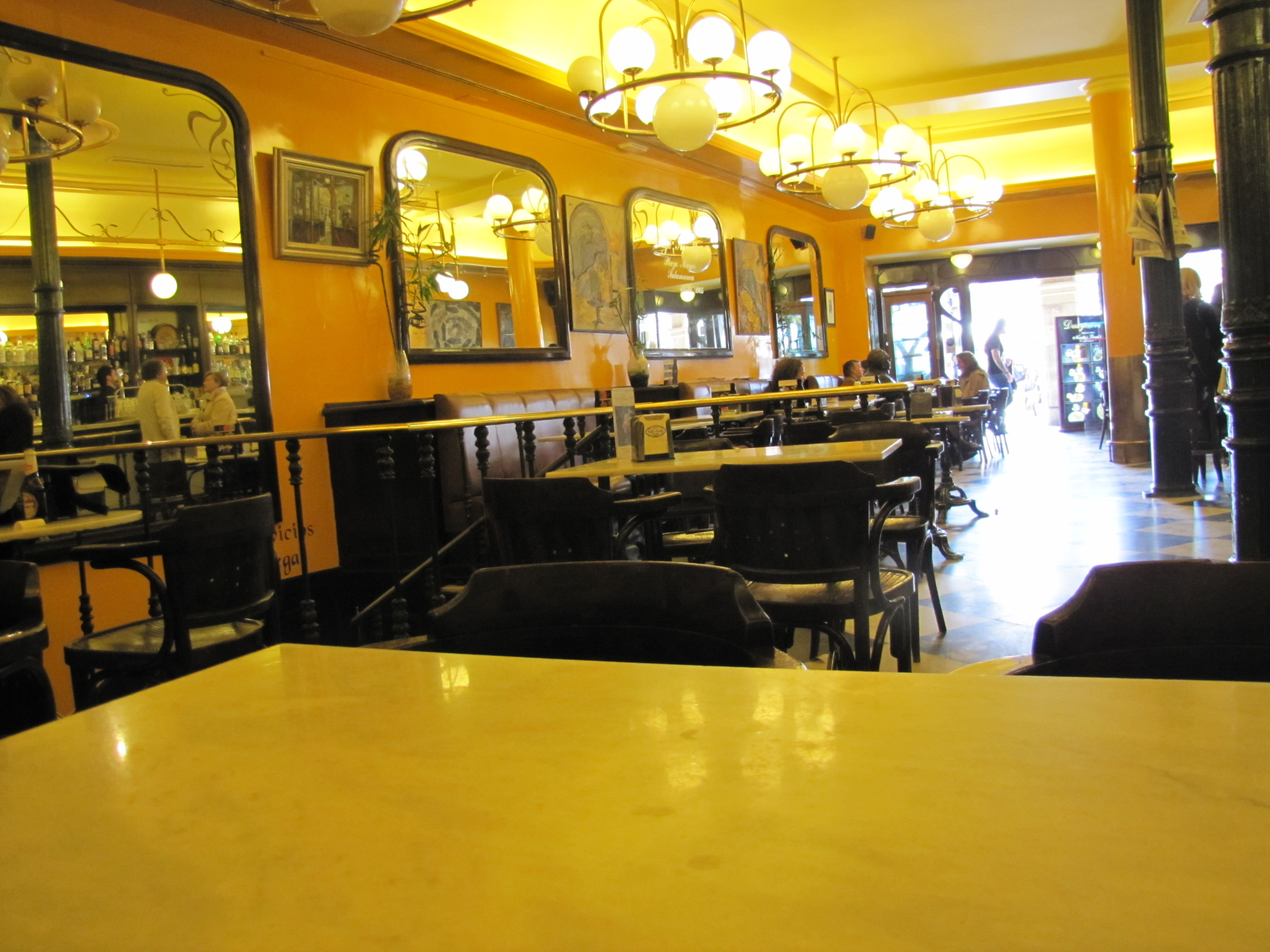
Agustín de Foxá era habitual de la tertulia del centenario Café literario Novelty en la Plaza Mayor de Salamanca, punto de encuentro habitual de los literatos y artistas de la ciudad.

Foxá cultivó gran número de géneros literarios, destacando en todos, especialmente en la lírica y la novela; fue además un conversador y orador magnífico, "surtidor de brillantes e ininterrumpidas imágenes, metáforas y paradojas... aleteando como un ave de mil colores sobre la rutina, la pereza mental y los tópicos habituales". Aparte del cultivo de la paradoja y la metáfora, Narbona aprecia además que fue un destacado seguidor de las maneras estilísticas de Valle-Inclán en la prosa. También fue uno de los primeros en cultivar el relato de ciencia ficción (un par de ellos se cuentan entre los mejores de la literatura especulativa española: «Viaje a los efímeros» y, sobre todo, «Hans y los insectos»). En cuanto a su poesía, de forma muy elaborada y que se mueve entre el modernismo tardío y el neopopularismo, resaltan libros como La niña del caracol (1933), El toro, la muerte y el agua (1936), El almendro y la espada (1940), Poemas a Italia, Antología poética 1933–1948 (1948), El gallo y la muerte (1949). Igualmente destacó por su ingenio en la sátira, como en su famoso soneto a Celia Gámez, y se cuentan numerosas anécdotas sobre sus boutades y agudezas verbales; decía que como embajador de una dictadura en democracias podía disfrutar de lo mejor de los dos sistemas; del Frente de juventudes soltó: "Son unos niños vestidos de gilipollas mandados por un gilipollas vestido de niño". El mismo se retrató:

Gordo; con mucha niñez aún palpitante en el recuerdo. Poético, pero glotón. Con el corazón en el pasado y la cabeza en el futuro. Bastante simpático, abúlico, viajero, desaliñado en el vestir, partidario del amor, taurófilo, madrileño con sangre catalana. Mi virtud, la imaginación; mi defecto, la pereza. Soy conde, soy gordo, fumo puros; ¿cómo no voy a ser de derechas? Todas las revoluciones han tenido como lema una trilogía: libertad, igualdad, fraternidad fue de la Revolución francesa; en mis años mozos yo me adherí a la trilogía falangista que hablaba de patria, pan y justicia. Ahora, instalado en mi madurez, proclamo otra: café, copa y puro.

Se acercó al teatro, escrito a veces en verso —Cui-Ping-Sing (1940), El beso a la bella durmiente, o el drama Baile en capitanía (1944), que cuenta unos amores frustrados en el marco de la tercera guerra carlista—, aunque también escribió teatro en prosa como la comedia Gente que pasa, premiada por la Real Academia Española.

### Madrid, de Corte a checa
Sin embargo, el reconocimiento del gran público le llegó precisamente con su novela sobre la guerra civil española Madrid, de Corte a checa (Salamanca: Jerarquía, 1938; segunda edición corregida y aumentada San Sebastián: Librería Internacional, 1938), escrita al calor de los acontecimientos en su mayor parte sobre las mesas del café Novelty de Salamanca, entre 1936 y 1937. La novela empieza con una trifulca en el Ateneo de Madrid, en vísperas de las elecciones municipales de abril de 1931, y concluye cuando el protagonista, José Félix, y su amada, Pilar, consiguen escapar del Madrid de la guerra. Se inscribe abiertamente en la tradición de los Episodios Nacionales de Galdós, que Foxá pretendía continuar, aunque desistió de ello tras esta novela, cuyos componentes líricos son capaces de resumir en una frase impresionista, lo que tardaría horas en explicarse con una muy marcada imitación del expresionismo de Valle-Inclán, en especial en la primera parte de las tres que consta, subtitulada «Flores de Lis». Está narrada a través de los ojos del joven falangista madrileño José Félix, al que autor presta aspectos autobiográficos.
En la primera parte, «Flores de Lis», se narra la desaparición de la monarquía tras las elecciones municipales de 1931, ante la previa desidia y frivolidad de los que se supone deberían haber sido sus más acérrimos defensores.
La segunda parte, «Himno de Riego», se inicia con la proclamación de la Segunda República, esperanza de muchos y pesadilla para otros. Las familias distinguidas alargan sus veraneos en su «exilio» de la costa vasca francesa a la espera de acontecimientos que aclaren la situación del país. Es en esta parte en la que el propio autor se retrata en el momento en que, junto con otros intelectuales falangistas –como Rafael Sánchez Mazas, Dionisio Ridruejo o el propio José Antonio Primo de Rivera–, se redacta el himno de Falange, el Cara al sol.
La tercera parte, «Hoz y martillo», transcurre durante los años 1936 y 1937; en ella se narran los avatares de los distintos personajes en el Madrid de la Segunda República.
En la novela hay retratos de políticos y de escritores, como Manuel Altolaguirre, Luis Cernuda, Federico García Lorca, Ernesto Giménez Caballero, Ramón Gómez de la Serna, y alusiones al cine de Luis Buñuel, las caricaturas de Luis Bagaría y la pintura de Manuel Ángeles Ortiz. Póstumamente se publicó la continuación de la saga, Misión en Bucarest y otras narraciones (Madrid, Prensa Española, 1965), alusiva a su doble juego en Bucarest al principio de la Guerra Civil. Se perdió, en cambio, el manuscrito del tercer volumen de la serie, Salamanca, cuartel general. Las Obras completas de Agustín de Foxá fueron publicadas en Madrid por Prensa Española, entre los años 1963 y 1964.
Según Antony Beevor, en algún pasaje de la novela Foxá hace una «descripción del pueblo de Madrid, impregnada de asco» y de «repugnante racismo», lo que «se compadece muy bien con los rasgos de aristocratismo y de dandismo de José Antonio y sus camaradas, muy evidentes, por ejemplo, en las llamadas "cenas de Carlomagno": una vez al mes, José Antonio, Sánchez Mazas, Mourlane Michelena, Ridruejo, Foxá y otros se reunían en el Hotel París, en la Carrera de San Jerónimo, para degustar, de riguroso smoking, una cena en honor de Carlomagno, cuya composición había sido discutida minuciosamente durante el mes anterior». Para demostrarlo Beevor cita el siguiente párrafo de la novela (pág. 243, de la segunda edición), en el que Foxá hace su descripción o caricatura, no "del pueblo de Madrid" en general, sino, en concreto, de los manifestantes que celebraban el triunfo del Frente Popular en Madrid el 14 de febrero de 1936:

Pasaban masas ya revueltas: mujerzuelas feas, jorobadas, con lazos rojos en las greñas, niños anémicos y sucios, gitanos, cojos, negros de los cabarets, rizosos estudiantes mal alimentados, obreros de mirada estúpida, poceros, maestritos amargados y biliosos. Toda la hez de los fracasos, los torpes, los enfermos, los feos; el mundo inferior y terrible, removido por aquellas banderas siniestras.

## Agustín de Foxá en la Literatura
Agustín de Foxá aparece retratado en la célebre novela Kaputt y en El Volga nace en Europa, del escritor italiano Curzio Malaparte, donde comparte varios pasajes con el autor durante su etapa como embajador de España en Finlandia. La novela «Cuando giran los muertos» de Ignacio del Valle se inspira en él para su protagonista principal.

### Artículos de prensa, crónicas y reportajes
- Por la otra orilla. Crónicas e impresiones de viajes por América, 1961.
- Nostalgia, intimidad y aristocracia, Fundación Banco Santander, 2010.
- Un mundo sin melodía, 1950.
- Artículos selectos. Edición de Jaime Siles, Madrid: Visor, 2003.
- A las orillas del Ladoga. Edición y prólogo de Cristóbal Villalobos, Sevilla: Renacimiento, 2019.

### Lírica
- La niña del caracol, 1933.
- El toro, la muerte y la agua (Madrid: Imprenta de Galo Sáez, 1936)
- El almendro y la espada, 1940.
- Poemas a Italia
- Antología poética 1933–1948, Madrid, 1949.
- El gallo y la muerte, 1949.
- Poesía: antología, 1926-1955, Sevilla: Renacimiento, 2005

### Narrativa
- Madrid, de Corte a checa (Ciudadela Libros, Madrid, 2006; Salamanca: Jerarquía, 1938; segunda edición corregida y aumentada San Sebastián: Librería Internacional, 1938).
- Misión en Bucarest y otras narraciones (Madrid, Prensa Española, 1965; reedición, Sevilla: Paréntesis, 2009).
- Historias de ciencia ficción, edición de Mariano Martín Rodríguez. Madrid: Biblioteca del Laberinto, 2009.

### Teatro en verso
- Cui-Ping-Sing (1940).
- Baile en capitanía (1944).
- El beso a la bella durmiente.

### Teatro en prosa
- Gente que pasa.
- Otoño del 3006, distopía futurista.

### Sobre el autor
- Juan Manuel Bonet, Diccionario de las vanguardias en España (1907–1936). Madrid: Alianza, 1995.
- Luis Sagrera, Agustín de Foxá y su obra literaria. Madrid: Cuadernos de la Escuela Diplomática, 1967.